# Automobiles Leroux-Pisart

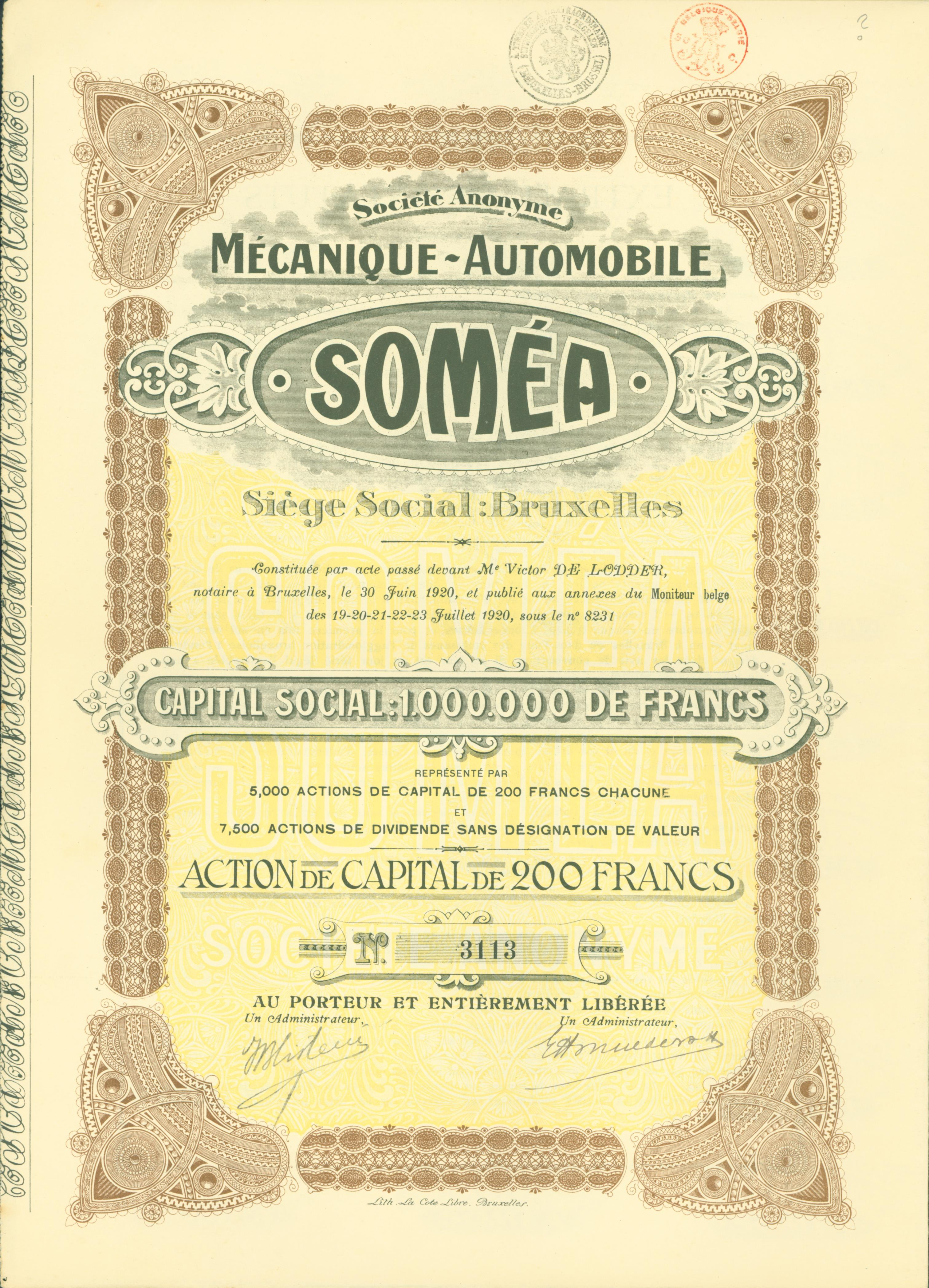
Aktie über 200 Francs der S. A. Mécanique-Automobile Soméa vom 23. Juli 1920

Die SA des Automobiles Leroux-Pisart war ein belgischer Hersteller von Automobilen.

## Unternehmensgeschichte
André Leroux und André Pisart gründeten 1919 das Unternehmen. Der Sitz war am Boulevard de Waterloo in Brüssel. Im selben Jahr begann die Produktion von Automobilen, konstruiert von Leroux. Der Markenname lautete ALP.
Ab Juli 1920 ist die Firmierung SA Mécanique-Automobile Soméa bekannt, wobei unklar bleibt, ob es eine Umfirmierung oder eine Neugründung war. Beteiligt waren Baron Pierre de Caters als Präsident, Germanès, Mulders, Leroux und Pisart. Eine neue Fabrik in Vilvoorde wurde gebaut. 1921 verließ Leroux das Unternehmen. Paul Bastien wurde als neuer Konstrukteur eingestellt. Spätestens im Dezember 1921 wurde der neue Markenname Soméa eingeführt. Im Dezember 1923 endete die Produktion. Das Unternehmen wurde aufgelöst.

## Fahrzeuge

### Markenname ALP
Das Modell 10 CV war mit einem Vierzylindermotor mit 1847 cm³ Hubraum ausgestattet. Daneben gab es ein Modell mit 2121 cm³ Hubraum. Die Motoren stammten von Decologne und Ballot, das Fahrgestell von der Société Métallurgique Dyle et Bacalan.

### Markenname Soméa
Dieses Modell wurde auf dem Brüsseler Automobilsalon 1921 vorgestellt. Das Fahrzeug hatte einen Vierzylindermotor mit 2018 cm³ Hubraum und OHC-Ventilsteuerung. Nur wenige Exemplare entstanden.